# Tetradimite
La tetradimite (simbolo IMA: Ttd) è un minerale del gruppo della tetradimite appartenente alla famiglia dei "solfuri e solfosali" con composizione chimica Bi2Te2S.
Da un punto di vista chimico il minerale è un solfotellururo di bismuto (III).

## Etimologia e storia
Il nome tetradimite deriva dal greco τετρά ('tetra', quattro) e dalla contrazione di "didymos", gemello, alludendo alla sua usuale comparsa come geminati quadrupli.

## Classificazione
Nella classica nona edizione della sistematica dei minerali di Strunz, aggiornata dall'Associazione Mineralogica Internazionale (IMA) fino al 2009, la tetradimite è elencata nella classe "2. Solfuri e solfosali" e nella sottoclasse "2.D Solfuri metallici, M:S = 3:4 e 2:3"; questa è ulteriormente suddivisa in base al rapporto metallo:zolfo contenuto nel minerale, in modo tale che la tetradimite possa essere trovata nella sezione "2.DC M:S variabile" dove forma il sistema nº 2.DC.05.c insieme a kawazulite, paraguanajuatite, skippenite, tellurantimonio e tellurobismutite.
Tale classificazione viene mantenuta anche nell'edizione successiva, proseguita dal database "mindat.org" e chiamata Classificazione Strunz-mindat, anche se il sistema qui non ha più una suddivisione interna da 2.DC.05.a a 2.DC.05.e, ma è un unico grande gruppo (2.DC.05) dove la tetradimite, oltre ai minerali già citati, è in compagnia anche di baksanite, ehrigite, hedleyite, hitachiite, ikunolite, ingodite, joséite, joséite-A, joséite-B, joséite-C, laitakarite, nevskite, pilsenite, protojoséite, sulfotsumoite sztrókayite, telluronevskite, tsumoite e vihorlatite.
Nella Sistematica dei lapis (Lapis-Systematik) di Stefan Weiß la tetradimite si trova nella classe dei "solfuri e solfosali" e nella sottoclasse dei "solfuri con metallo: S,Se,Te < 1:1"; qui è nel "gruppo della tetradimite" dove forma il sistema nº II/D.09 insieme a kawazulite, paraguanajuatite, skippenite, tellurantimonio e tellurobismutite.
Anche la classificazione dei minerali secondo Dana, usata principalmente nel mondo anglosassone, elenca la tetradimite nella famiglia dei "solfuri e solfosali"; qui è nella classe dei "solfuri" e nella sottoclasse dei "solfuri – compresi seleniuri e tellururi – con la composizione AmBnXp, con (m+n):p=2:3". Al suo interno forma il "gruppo della tetradimite (Trigonale: R3m)" con il numero di sistema 02.11.07 insieme a kawazulite, paraguanajuatite, skippenite, tellurantimonio, tellurobismutite e vihorlatite.

## Abito cristallino
La tetradimite cristallizza nel sistema trigonale nel gruppo spaziale R3m (gruppo nº 166) con i parametri reticolari a = 4,23 Å e c = 29,58 Å.

## Origine e giacitura
La tetradimite è stata trovata nelle vene idrotermali di oro-quarzo con temperatura di formazione da media ad alta; il minerale è stato trovato anche nei depositi metamorfici di contatto. La paragenesi è con altaite, argento nativo, arsenopirite, bismuto nativo, calaverite, calcopirite, galena, hessite, matildite, oro nativo, petzite, pirite, pirrotite, quarzo, sfalerite, tellurio nativo e tellurobismutite.
La tetradimite è un minerale piuttosto diffuso e i ritrovamenti di questo minerali sono molti e sparsi per tutto il mondo.

## Forma in cui si presenta in natura
La tetradimite forma a volte cristalli piramidali ripidi, simili a prismi esagonali ma raramente distinti, con dimensioni fino a 6 mm; più comunemente i cristalli sono granulari, massicci o fogliati, ma anche lamellari.
I cristalli sono opachi, con lucentezza metallica e di colore grigio acciaio brillante o bianco stagno e tendono ad appannarsi fino a diventare iridescenti. Il colore del loro striscio è grigio acciaio pallido.

## Proprietà
La tretradimite è solubile in acido nitrico (HNO3) e acido solforico (H2SO4).